# Catherine Earnshaw
Catherine Earnshaw, conosciuta in seguito come Catherine Linton, è la protagonista femminile del romanzo Cime tempestose di Emily Brontë.
Durante la giovinezza trascorsa nella villa chiamata Wuthering Heights, svilupperà un amore per il fratello adottivo Heathcliff che li porterà entrambi alla rovina.

## Aspetto fisico e carattere
Nel romanzo viene descritta prima come una bambina e poi come una donna di bell'aspetto; più volte vengono sottolineati i suoi occhi, gli occhi della famiglia Earnshaw, che caratterizzano anche suo padre, suo fratello Hindley e suo nipote Hareton e che verranno ereditati anche da sua figlia Cathy. Dimostra fin da piccola una personalità forte e determinata, tuttavia maliziosa ed orgogliosa, carattere che, dopo la permanenza a Thrushcross Grange cambia visibilmente, per acquisire maggiori contegno e compostezza.
La bambinaia Nelly, che del romanzo è uno dei due personaggi narranti insieme  a Mr. Lockwood, afferma di "non amare" Catherine, probabilmente proprio per il suo carattere capriccioso; quando Catherine cade vittima della malattia mentale, Nelly nota la sua fragilità e "le labbra esangui", ma quando muore le attribuisce bellezza quasi divina: "nessun angelo del Paradiso appariva bello quanto lei" dice, ed il suo contegno, secondo le sue parole esprimeva "una pace perfetta".

## Storia personale
Catherine cresce nella tenuta di Wuthering Heights finché, quando lei ha sei anni, suo padre porta in casa un orfanello, che viene ribattezzato Heathcliff in onore dell'ultimo figlio nato morto della famiglia Earnshaw.
I due bambini diventano compagni di avventure e crescono insieme, uniti, finché alla morte del Signor Earnshaw Hindley, fratello maggiore di Catherine, geloso delle attenzioni che il padre aveva riservato a Heathcliff, riduce quest'ultimo allo stato di servo.
Attaccata da un cane durante una delle scorribande a Thrushcross Grange, la dimora della ricca famiglia Linton, Catherine passa cinque settimane di convalescenza in quella tenuta, ed al suo ritorno la ragazzina selvatica ed infantile è diventata una posata signorina che ha mutato il suo atteggiamento verso i giovani Linton (Edgar ed Isabella) da disprezzo ad affetto. Heathcliff avverte il cambiamento ma le rimane devoto, diventando parte di un triangolo amoroso che coinvolge anche Edgar, del quale è rivale.
Una delle scene più note del romanzo è quella in cui Catherine ammette di amare Heathcliff davanti alla bambinaia Nelly:
(Capitolo IX)
Ascoltando di nascosto la discussione, Heathcliff sente solo la prima parte, in cui Catherine dice che sposarlo la degraderebbe, e sparisce per tre anni. Al suo ritorno è un ricco e distinto gentiluomo, ma trova Catherine sposata con Linton: la coppia vive a Thrushcross Grange. A questo punto inizia la sua vendetta contro i Linton; seduce Isabella Linton, per avere il controllo di Thrushcross Grange dopo la morte di Edgar, per poi intrappolarla in un matrimonio violento ed infelice.
Catherine nel frattempo diventa preda della follia, anche se in parte finge solo per provocare il marito e "spezzargli il cuore" per il dolore che prova; presto smetterà di mangiare, di uscire dalla sua stanza e mostra segni di follia.
Con Heathcliff ha un ultimo incontro prima del parto, alla fine del quale si confessano il reciproco amore; ma quando Edgar entra nella stanza, Catherine non regge alla tensione e sviene. Poche ore dopo morirà dando alla luce Catherine, in seguito soprannominata Cathy, figlia di Edgar.
Dopo la morte diventa un fantasma capriccioso che infesta la tenuta di Wuthering Heights. Heathcliff cerca di avere contatti con lei in questa forma, pregandola di tormentarlo fino alla morte ma di non lasciarlo solo, e sarà proprio questa disperata ricerca a finire per ucciderlo.
Al termine del libro i loro due spiriti si riuniscono per le brughiere attorno a Wuthering Heights.

## Interpreti

### Adattamenti inglesi/americani
- Merle Oberon (1939)
- Angela Scourer (1967)
- Anna Calder-Marshall (1970)
- Kay Adshead (1978)
- Juliette Binoche (1992)
- Orla Brady (1998)
- Erika Christensen (2003)
- Charlotte Riley (2009)
- Kaya Scodelario (2011)

### Adattamenti latini
- Irasema Dilian (1954)

### Adattamenti hindi
- Waheeda Rehman (1966)

### Adattamenti giapponesi
- Yūko Tanaka (1988)

### Adattamenti italiani
- Anna Maria Ferrero (1956)
- Anita Caprioli (2004)